# Stefflon Don
Stephanie Victoria Allen (n. 14 decembrie 1991, Birmingham, Anglia, Regatul Unit), cunoscută sub numele ei de scenă Stefflon Don, este o rapperiță, cântăreață și compozitoare britanică.